# In Memory
In Memory es el único EP de Nevermore. Fue grabado en abril y mayo de 1996, y lanzado al mercado el 23 de julio de ese mismo año. Contiene un medley de Bauhaus. Fue relanzado en 2006 con 5 pistas más, que son versiones demo de temas incluidos en su posterior álbum, The Politics of Ecstasy.
Fue el primer álbum en incluir a Pat O'Brien en las guitarras rítmicas y también el primero con Van Williams tocando todas las pistas de batería.

## Listado de canciones
Todas las canciones escritas y compuestas por Warrel Dane and Jeff Loomis, excepto donde se especifique. 
| N.º | Título                                                              | Duración |  |
| 1.  | «Optimist or Pessimist»                                             | 3:38     |  |
| 2.  | «Matricide»                                                         | 5:21     |  |
| 3.  | «In Memory»                                                         | 7:05     |  |
| 4.  | «Silent Hedges/Double Dare» (Peter Murphy/Bauhaus) (Bauhaus medley) | 4:41     |  |
| 5.  | «The Sorrowed Man»                                                  | 5:24     |  |

| Pistas de bono 2006 |                                   |          |  |
| N.º                 | Título                            | Duración |  |
| 6.                  | «The Tiananmen Man» (Demo)        | 5:44     |  |
| 7.                  | «The Seven Tongues of God» (Demo) | 5:43     |  |
| 8.                  | «Passenger» (Demo)                | 5:11     |  |
| 9.                  | «This Sacrament» (Demo)           | 5:53     |  |
| 10.                 | «42147» (Instrumental Demo)       | 4:37     |  |

## Integrantes
Nevermore
- Warrel Dane - voces
- Jeff Loomis - guitarra
- Pat O'Brien - guitarra
- Jim Sheppard - bajo
- Van Williams - batería

Pistas 6-10
- Warrel Dane - voces
- Jeff Loomis - guitarra, bajo, programación de baterías

Producción
- Neil Kernon - Grabación y mezcla
- Perry Cunningham - Remasterización (2006)